# Metasibotys
Metasibotys is een geslacht van vlinders uit de familie van de grasmotten (Crambidae). De wetenschappelijke naam van dit geslacht is voor het eerst voorgesteld door Koen Maes in een publicatie uit 2022.

## Etymologie
De naam is samengesteld uit de genusnaam “Metasia” en de oude Pyralidae-naam “Botys”.

## Soorten
Dit geslacht is monotypisch, dat wil zeggen dat het maar één soort heeft namelijk Metasibotys guineasoudanensis Maes, 2022